# Michelle Thaller

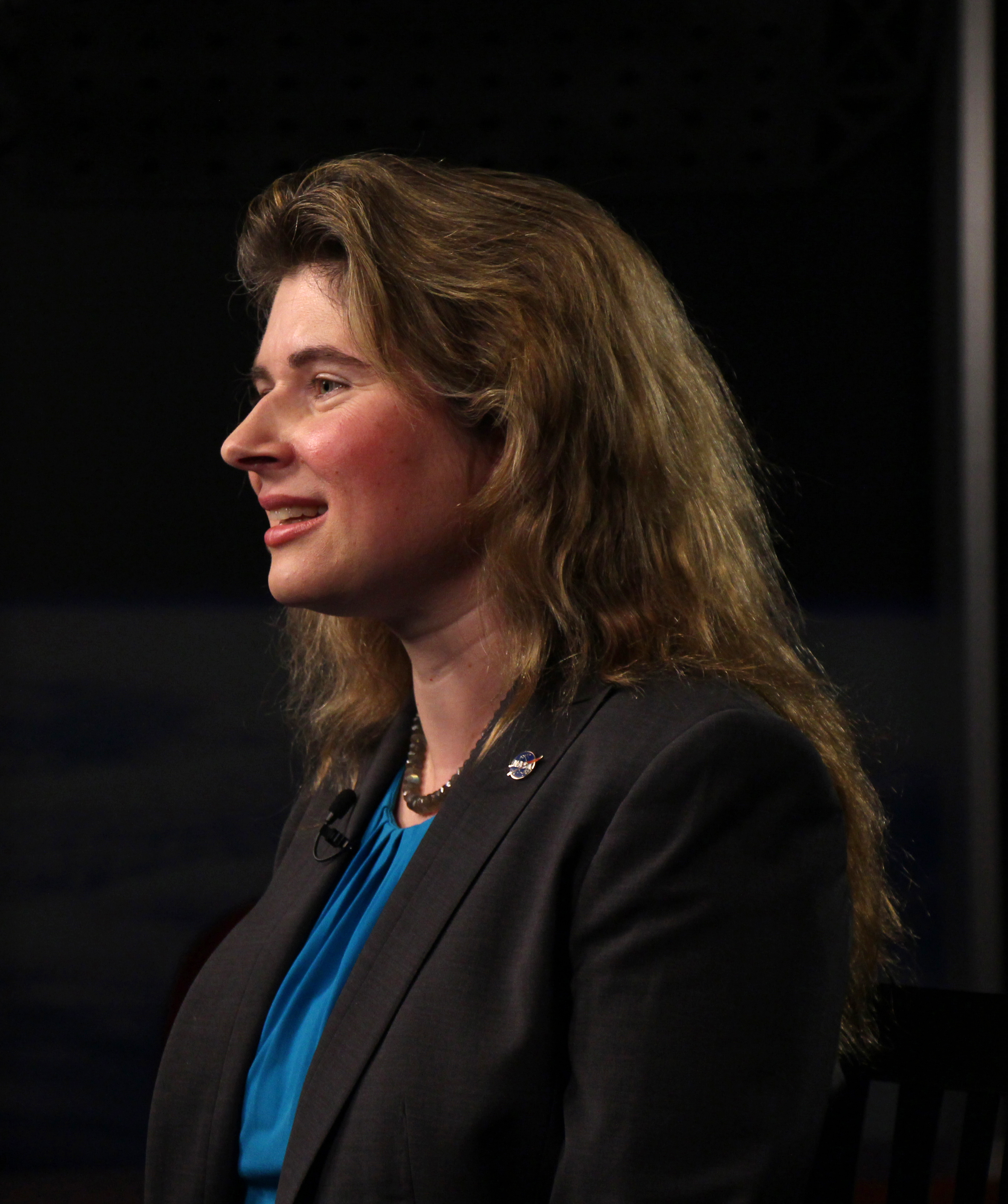
Michelle Thaller (2013)

Michelle Lynn Thaller (* 28. November 1969 in Waukesha, Wisconsin) ist eine US-amerikanische Astrophysikerin.

## Leben
Michelle Thaller machte 1988 ihren Schulabschluss an der Waukesha South High School. Ihr anschließendes Studium der Astrophysik absolvierte sie 1992 mit einer Bachelorarbeit über die Präzisionsmessungen von Doppelsternen an der Harvard University. An der Georgia State University arbeitete sie dann über Kollisionswind an nah gelegenen Doppelsternen und promovierte schließlich 1998 zum Ph.D. Von 1999 bis 2008 war sie am Infrared Processing and Analysis Center und anschließend als Manager of the Education and Public Outreach program für das Spitzer-Weltraumteleskop am California Institute of Technology beschäftigt. Aktuell ist sie assistant director für Wissenschaftskommunikation am Goddard Space Flight Center.
Thaller ist in unregelmäßigen Abständen als Gast unterschiedlicher Wissenschaftssendungen zu sehen. So trat sie in Naked Science, einer Show auf dem National Geographic Channel auf. Sie war mehrfach bei Geheimnisse des Universums und Das Universum – Eine Reise durch Raum und Zeit, beides Sendungen auf dem US-amerikanischen Fernsehsender History zu sehen. Außerdem schreibt sie regelmäßige Beiträge für The Christian Science Monitor.
Thaller war mit dem Astrophysiker Andrew Booth bis zu dessen Tode im Jahre 2020 verheiratet. Sie lebt in Maryland.